# Fidena campolarguense
Fidena campolarguense är en tvåvingeart som beskrevs av Azevedo de Bassi 1997. Fidena campolarguense ingår i släktet Fidena och familjen bromsar. Inga underarter finns listade i Catalogue of Life.